# Górowo Iławeckie (gmina wiejska)
Górowo Iławeckie (daw. gmina Górowo) – gmina wiejska w województwie warmińsko-mazurskim, w powiecie bartoszyckim. W latach 1975–1998 gmina położona była w województwie olsztyńskim.
Siedziba gminy to Górowo Iławeckie.
Według Narodowego Spisu Powszechnego 31 marca 2011 gminę zamieszkiwało 7189 mieszkańców. Natomiast według danych z 31 grudnia 2019 roku gminę zamieszkiwało 6811 osób.

## Położenie
Gmina Górowo Iławeckie położona jest w północnej części województwa warmińsko-mazurskiego przy granicy z obwodem królewieckim Federacji Rosyjskiej.
Gmina jest położona w dwóch mezoregionach: zachodnia część na Wzniesieniach Górowskich, a wschodnia na Nizinie Staropruskiej.

## Struktura powierzchni
Według danych z roku 2002 gmina Górowo Iławeckie ma obszar 416,27 km², w tym:
- użytki rolne: 61%
- użytki leśne: 28%

Gmina stanowi 31,81% powierzchni powiatu.

## Demografia

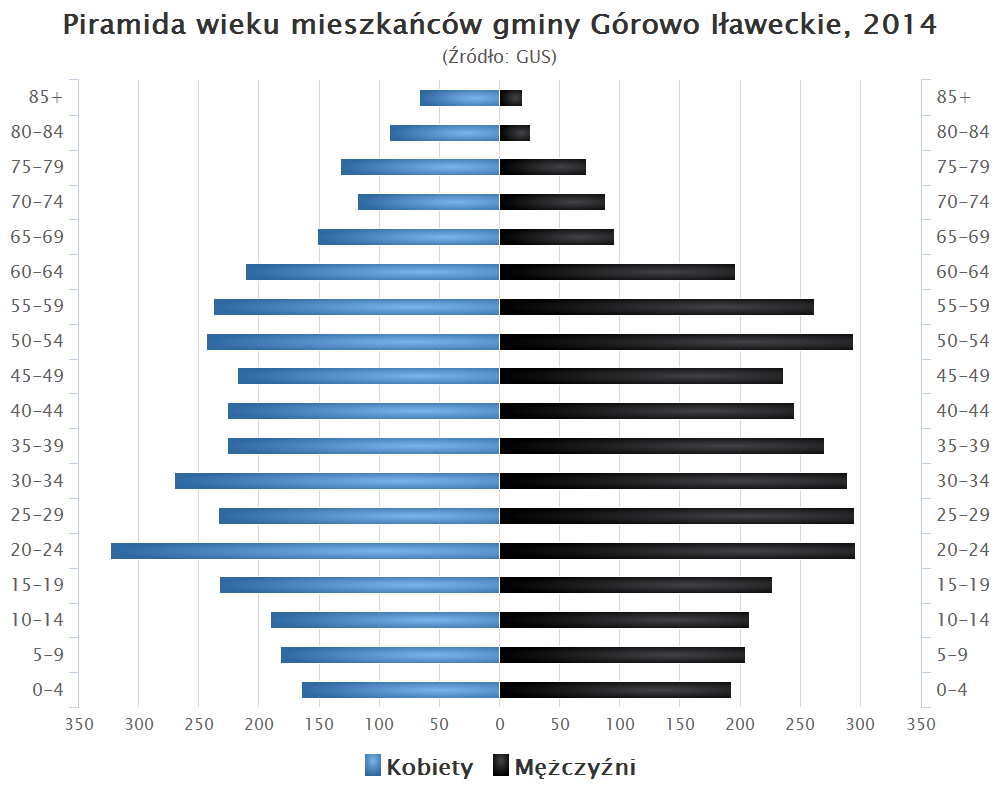
Piramida wieku mieszkańców gminy Górowo Iławeckie w 2014 roku

Dane z 30 czerwca 2004:
| Opis                              | Ogółem | Ogółem | Kobiety | Kobiety | Mężczyźni | Mężczyźni |
| --------------------------------- | ------ | ------ | ------- | ------- | --------- | --------- |
| jednostka                         | osób   | %      | osób    | %       | osób      | %         |
| populacja                         | 7980   | 100    | 3703    | 50,2    | 3672      | 49,8      |
| gęstość zaludnienia (mieszk./km²) | 19,7   | 19,7   | 8,9     | 8,9     | 8,8       | 8,8       |

## Hydrografia
Przez obszar gminy przepływają:Wałsza, Elma, Stradyk. Na jej terenie znajdują się także jeziora: Mulen (20,9 ha), Jesionowy Staw (19,8 ha), Reszkowo (14,1 ha) i Martwe (9,75 ha).
Gmina Górowo iławeckie znajduje się na terenie trzech zlewni rzek:
- Świeżej – północna
- Pasłęka – zachód
- Łyny – wschód.

## Ochrona przyrody
Obszary chronione w gminie stanowią 65,3% obszarów chronionych w powiecie bartoszyckim.

### Rezerwaty przyrody
Na obszarze gminy znajduje się Rezerwat przyrody Jezioro Martwe chroniący roślinność wodno-torfowiskową na dystroficznym jeziorze ze stanowiskiem maliny moroszko.

### Obszary NATURA 2000
Większą część gminy pokrywa obszar Natura 2000 Ostoja Warmińska PLB280015 OSO.

### Pomniki przyrody
Na terenie gminy znajdują się 64 pomniki przyrody ożywionej i 2 nieożywionej.

### Użytki ekologiczne
W gminie występują 3 użytki ekologiczne ustanowione w 2009 roku:
- "Malina Moroszko" - ochrona stanowiska maliny moroszko o powierzchni 11,83 ha,
- "Moroszka na Toprzynach" - ochrona stanowiska maliny moroszko o powierzchni 12 ha,
- "Grądzik" - ochrona bazy pokarmowej bociana białego o powierzchni 87,02 ha.

### Obszary Chronionego Krajobrazu
Na terenie gminy częściowo znajdują się w poszczególnych rejonach:
- Obszar Chronionego Krajobrazu Wzniesień Górowskich – część północno-zachodnia
- Obszar Chronionego Krajobrazu Rzeki Wałszy – część południowo-zachodnia
- Obszar Chronionego Krajobrazu Doliny Elmy – część wschodnia.

### Zespoły przyrodniczo-krajobrazowe
Na obszarze gminy występują dwa zespoły przyrodniczo-krajobrazowe:
- Zespół przyrodniczo-krajobrazowy Gołdapska Struga – chroni siedlisko parzydła leśnego i naturalną dolinę rzeczki
- Zespół przyrodniczo-krajobrazowy Tatarska Góra – chroni czołowomorenowe jezioro wraz z torfowiskami gdzie rośnie tojad mocny.

## Sołectwa
Augamy, Bądze, Bukowiec, Czyprki, Dęby, Dobrzynka, Dwórzno, Dzikowo Iławeckie, Gałajny, Glądy, Grotowo, Janikowo, Kamińsk, Kandyty, Kiwajny, Krasnołąka, Kumkiejmy, Lipniki, Pareżki, Paustry, Piasek, Piasty Wielkie, Pieszkowo, Sągnity, Skarbiec, Sołtysowizna, Stega Mała, Toprzyny, Wągniki, Wiewiórki, Wojmiany, Wokiele, Woryny, Zielenica, Zięby, Żywkowo.

## Pozostałe miejscowości
Bądle, Ciszyna, Deksyty, Dulsin, Galiny, Garbniki, Gniewkowo, Grądzik, Gruszyny, Kanie Iławeckie, Kierno, Kumkiejmy Przednie, Lisiak, Malinowo, Maskajmy, Mątyty, Meszniak, Nerwiki, Nowa Karczma, Nowa Wieś Iławecka, Nowa Wieś Iławecka (leśniczówka), Okopek, Orsy, Paprocina, Paustry (osada), Piaseczno, Piasty Małe, Pieszkowo, Powiersze, Półwiosek, Pudlikajmy, Reszkowo, Robity, Saruny, Sędziwojewo, Sigajny, Stabławki, Świadki Górowskie, Świadki Iławeckie, Trojaczek, Warszkajty, Wągródka, Weskajmy, Wężykowo, Włodkowo, Worławki, Wormie, Worszyny, Zabłocie, Żołędnik, Żuławy.

## Sąsiednie gminy
Bartoszyce, Górowo Iławeckie (miasto), Lelkowo, Lidzbark Warmiński, Pieniężno. Gmina sąsiaduje z Rosją.